# Потынгэ, Паулина Нестеровна
Паулина (Пелагея) Нестеровна Потынгэ (род. 26 декабря 1932) — молдавская советская актриса, Народная артистка Молдавской ССР (1982).

## Биография
Родилась 29 декабря 1932 в селе Селиште Ниспоренского района Молдовы.
Окончила музыкальное училище им. Штефана Няги, была солисткой тарафа кинотеатра «Кишинэу».
В 1959—1976 годах — актриса Бельцкого драматического театра им. В. Александри.
В 1976—1990 годах — актриса Музыкально-драматического театра им. А. С. Пушкина (ныне — Национальный театр им. М. Эминеску) в Кишинёве.
После 1991 года какой-то период работала в театре «Сатирикус» в Кишиневе, в 1994 году эмигрировала в Румынию.

## Награды
- Народная артистка Молдавской ССР (1982).
- Всесоюзная премия «За лучшую женскую роль в театре» (1977).

## Творчество
В театре исполняла главные роли: Фрэсына («Свекровь с тремя невестками» И. Крянгэ); Трандафира («Три восточных волхва» Б. П. Хашдеу), Анка («Ненастная ночь» И. Л. Караджиале); Анна («Последняя остановка» Э. М. Ремарка); Белотелова («Женитьба Бальзаминова» А. Н. Островского) и др.

Режиссёр Анатол Пынзару ставит на сцене  Театра им. В. Александри спектакль «Кирица в провинции» с Паулиной Потынга в центральной роли. Практически все отзывы, появившиеся в газетах того времени, проводили одну и ту же мысль: «..для любой актрисы эта роль является испытательным камнем, поэтому с самого начала следует отметить, что главная героиня бельцкого спектакля, заслуженная артистка из Молдовы Паулина Потынгэ справляется с этой попыткой…» («Молодёж Молдовы», 1967 год)
Оригинальный текст (рум.)Peste  zece  ani  regizorul  Anatol  Pînzaru  montează  pe  scena  Teatrului  „Vasile Alecsandri‖ spectacolul  „Chiriţa în  provincie‖, cu Paulina Potîngă în  rolul  central.  Practic toate recenziile apărute în ziarele de pe atunci dictau acelaşi gînd: „..pentru-orice actriţă rolul Chiriţei este piatră de încercare, de aceea se şi cuivine de la bun început să menţionăm că protagonista  spectacolului  bălţean,  artista  emerită  din  Moldova,  Paulina  Potîngă  face  faţă acestei  încercări...6‖. (Festa unui consiliu‖ Gh. Cincilei, Tinerimea Moldovei 1967) 
— 
Снималась в ролях второго плана в художественных фильмах студии «Молдова-фильм»:
- 1969 — Один перед любовью — жена Обадэ
- 1991 — Игра в смерть или Посторонний ‒ эпизод